# Sopravvissuti (film 2022)
Sopravvissuti (Les Survivants) è un film del 2022 diretto da Guillaume Renusson.

## Trama
Samuel è un vedovo che vive isolato nel suo chalet nel cuore delle Alpi italiane. Una notte, Chehreh, una giovane donna afgana, si rifugia nella sua casa. Vuole attraversare la montagna per raggiungere la Francia. Samuel non vuole guai ma, di fronte alla sua disperazione, decide di aiutarla. Oltre all’ostilità della natura, dovranno affrontare anche quella dei cacciatori di migranti.

## Distribuzione
Il film è stato presentato in anteprima mondiale in competizione ufficiale al Festival del cinema francofono di Angoulême il 24 agosto 2022, ed è uscito nelle sale cinematografiche francesi il 4 gennaio 2023, e in quelle italiane il 21 marzo 2024.